# Стрілянина в посольстві Югославії 1971
Стрілянина в посольстві Югославії 1971 року (англ. 1971 Yugoslav Embassy shooting) — терористичний напад, який скоїли хорватські сепаратисти, пов'язані з рухом усташів. Трапився 7 квітня 1971 року в Стокгольмі, у посольстві Соціалістичної Федеративної Республіки Югославії в Королівстві Швеція. Жертвою став югославський посол Владимир Ролович, якого підстрелили нападники і який помер через тиждень.

## Передісторія
10 лютого 1971 року два югослави увійшли в югославське консульство в Гетеборзі. Погрожуючи ножем і вогнепальною зброєю, вони зібрали та утримували весь персонал консульства в приміщенні. Ці двоє, Благо Микулич та Іван Вуїчевич, зажадали від югославської влади звільнити засудженого й ув'язненого в Югославії бомбіста Мілєнка Хркача та перевезти його на територію контрольованої Франко Іспанії з 20 000 доларів у кишені. В разі незадоволення вимог ці два нападники погрожували стратити співробітників консульства. Після трохи більш ніж одноденної облоги та безрезультатних переговорів зі шведською поліцією вони здалися та були заарештовані.
Микулич і Вуїчевич, що належали до організації «Чорний легіон», пізніше були засуджені на три з половиною роки ув'язнення. Югославський посол у Стокгольмі Владимир Ролович розкритикував у засобах масової інформації шведську поліцію, заявивши, що вона недостатньо серйозно сприйняла терористичну загрозу, та стверджуючи, що хорватські сепаратисти належать до усташів — організації, яка співробітничала з нацистською Німеччиною під час Другої світової війни. Нападників тоді в народі називали усташами.

## Перебіг
Кількома місяцями пізніше, 7 квітня 1971 року, у посольстві Югославії в Стокгольмі Міро Барешич і Анджелко Брайкович, проникши в будівлю, захопили в заручники посла Владимира Роловича (колишнього полковника ОЗНА). Його вдарили по обличчю пістолетом і затягли до кімнати. Чоловіки прив'язали Роловича до стільця, натягнули йому на шию шкіряний ремінь і вистрілили в обличчя та живіт. Одна з кількох випущених куль прострелила двері, поранивши секретаря посольства Міру Штемпілгар. Один із чоловіків помочився на руки, щоб змити кров Роловича, другий викинув у вікно портрет Тіто. Одного співробітника посольства, який намагався втекти через вікно, відвезли в лікарню. Поліція, прибувши, відразу ж узяла будівлю приступом, змусивши терористів здатися. Смертельно поранений посол лежав у калюжі крові на підлозі. Барешич і Брайкович стояли в кутку з піднятими руками. Виходячи з будівлі, вони вигукували «Хай живе Незалежна Держава Хорватія!» та «Хай живе Анте Павелич!». Барешич і Брайкович заявляли, що належать до усташів , та виголошували, що хотіли покарати Роловича за його візит до столиці Австралії Канберри, куди його направило югославське зовнішньополітичне відомство, щоб поінформувати австралійський уряд про членів руху усташів, які готували терористичні дії в Югославії з її території.

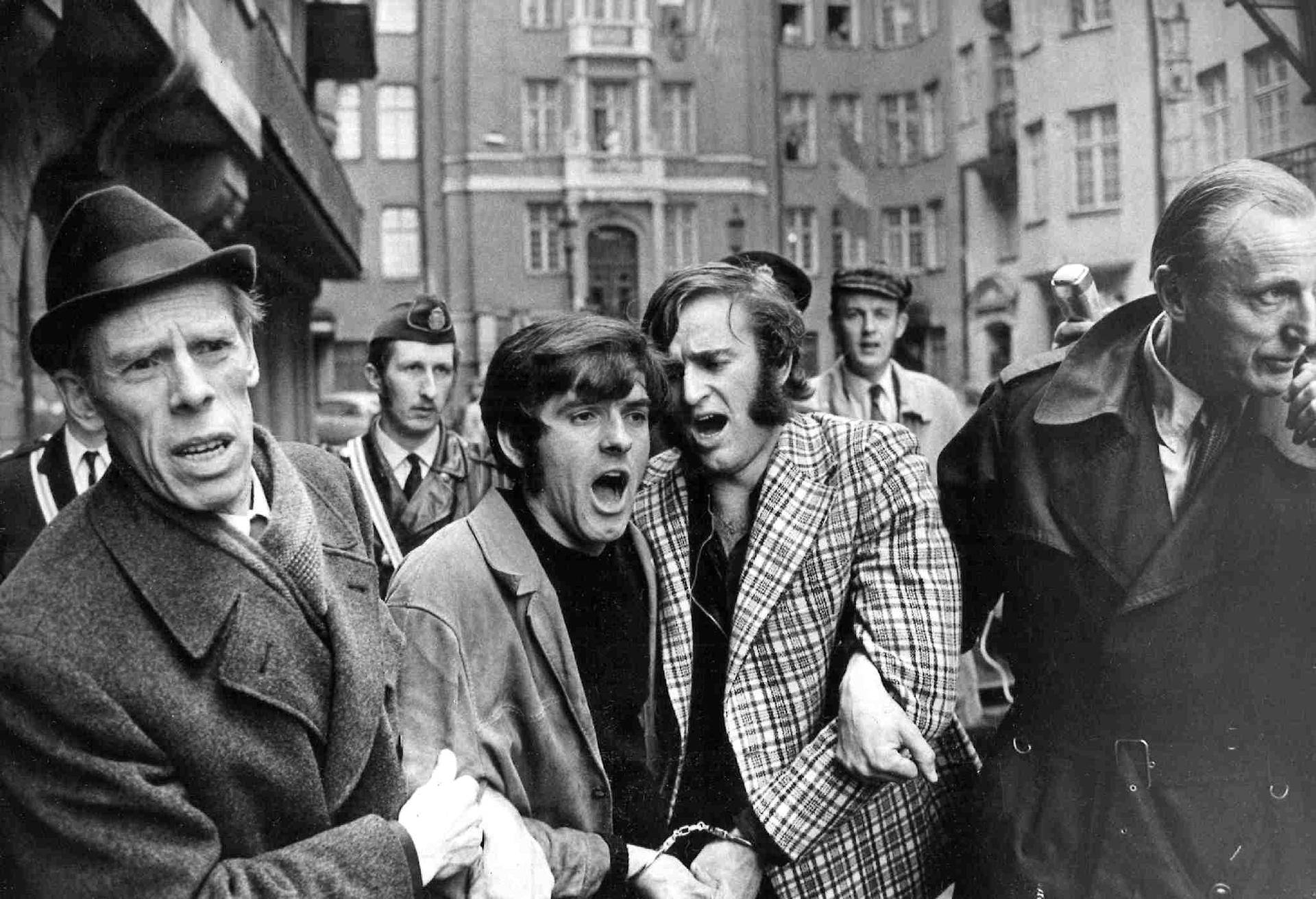
Затримані поліцією стрільці

Ролович, не приходячи до тями, помер через тиждень у Каролінській лікарні. Югославська спецслужба завжди твердила, що Анте Стоянов, якого Стокгольмський окружний суд засудив за співучасть у вбивстві, насправді був організатором нападу та викрадення літака, що Стоянов пізніше визнав. Він керував операцією з бару на Страндвеген. Анте Стоянов був засуджений за співучасть у вбивстві югославського посла, а його тодішній двадцятирічний двоюрідний брат Міро Барешич разом із Анджелком Брайковичем були засуджені на довічне ув'язнення. Стоянова та двох інших нападників Маринка Лемо та Станіслава Миличевича було засуджено на тому ж судовому процесі на від двох до чотирьох років позбавлення волі та депортацію. Шведський уряд опинився під сильним тиском. Президент Югославії Йосип Броз Тіто негайно відрядив до Швеції свого заступника міністра закордонних справ. Розлюченого Мілорада Пешича в аеропорту зустрів держсекретар Таге Г. Петерсон. У дорозі до Стокгольма і до прем'єр-міністра Улофа Пальме, який на них чекав, приголомшеному Петерсону розповіли, як заступник міністра вимагає, щоб заарештованих порізали на шматки. Він хотів, щоб їх якомога швидше стратили у Швеції або принаймні віддали Югославії для вбивства.
Розслідування шведської поліції в 1971 році не змогло виявити, що викрадення Роловича не було метою нападу на посольство Югославії. Шведсько-хорватський журналіст Тончі Перкан після ретельного вивчення архівних матеріалів у Стокгольмі 45 років по тому та після розмови з організатором нападу Анте Стояновим засвідчив, що це справді був акт помсти. Роловича належало стратити. 1969 року югославський агент Ілія Станич убив усташівського генерала В'єкослава Лубурича в Іспанії, куди той утік після Другої світової війни і де брав участь у Хорватському національному опорі. Управління державної безпеки вело посилений розшук хорватських націоналістів по всьому світу. Теракт у Стокгольмі був помстою за вбивство Лубурича. Перед вбивством Роловича Барешич поклав фотографію Іллі Станича на стіл посла. Вона слугувала повідомленням для УДБА і Тіто, що звершено помсту.

## Подальші події
15 вересня 1972 року в старому аеропорту Мальме Буллтофта на рейсі 130 Scandinavian Airlines System трапилося перше і поки що єдине викрадення літака у Швеції. Його умкнули з метою вимагати звільнення шести хорватів, ув'язнених за вбивство югославського посла Роловича в Стокгольмі 1971 року. Викрадення було сплановано ще до нападу на посольство Югославії. Стоянов сказав в інтерв'ю в 2004 році, що на випадок, якби їх спіймали, їхні товариші звільнили б їх, захопивши літак.
Троє хорватів Томіслав Ребрина (36), Нікола Лисац (44) і Рудольф Прскало (29) з фашистського руху «Усташі» взяли в заручники 86 пасажирів і 4 членів екіпажу. Зрештою, шестеро затриманих терористів, доправлених у Мальме, обміняли на заручників, яких звільнили. Викрадачі також отримали півмільйона шведських крон, які вони вимагали. Сьомий із причетних до вбивства посла відмовився їхати з ними. Літак злетів і полетів на Мадрид. В Іспанії, яка тоді перебувала під авторитарним режимом на чолі з Франциско Франко, викрадачі та їхні товариші були заарештовані та отримали надзвичайно символічне покарання — радше захист. Зрештою їх звільнили, розкидавши по всьому світу. Деякі повернулися в Хорватію у зв'язку з розпадом Югославії.
Після звільнення з іспанської в'язниці Барешич кілька років жив приємним життям. Пару років він працював охоронцем під вигаданим іменем президента Парагваю Альфредо Стресснера. Коли 1979 року він прибув у Сполучені Штати, його викрили та екстрадували до Швеції. Він знову потрапив у заголовки, коли неодноразово голодував, щоб домогтися довічного ув'язнення та уникнути одиночної в'язниці. 1985 року вирок було замінено на 18 років позбавлення волі, а в 1987 році Барешич зміг покинути тюрму Естерокер, де відбував свій останній строк покарання. Його депортували зі Швеції до Парагваю. Звідти він урешті повернувся до Хорватії.
Барешич загинув у бою в липні 1991 року, але хорватський уряд понад рік тримав його смерть у таємниці, щоб не знижувати моральний дух хорватського війська. Його посмертно призначили чи то генералом, чи то майором. Анджелко Брайкович теж повернувся в Хорватію і після війни вийшов у відставку в чині полковника.
Як у зв'язку з убивством посла Роловича, так і після викрадення літака дипломатичні зносини між Швецією та Югославією стали напруженими. Багато югославів доводили, що шведський уряд ні в якому разі не повинен був звільняти хорватських терористів. Ті два напади також викликали велике занепокоєння серед багатьох югославських іммігрантів у Швеції. Проте у цій державі внаслідок вбивства Роловича посилилося покарання за незаконне зберігання зброї та злочини, пов'язані зі зброєю. 1973 року було прийнято закон про тероризм, про який багато говорили, що він надав Службі безпеки Швеції (СЕПО) більші повноваження. Крім усього іншого, СЕПО тепер могла легально прослуховувати телефони підозрілих і відкривати їхню пошту. Закон також надав СЕПО право видворити іноземного громадянина «з огляду на те, що відомо про попередню діяльність іноземця».
Стоянов сказав в інтерв'ю 2004 року, що вважав убивство посла і викрадення літака початком боротьби Хорватії за незалежність.